# Synthetoceras tricornatus
Synthetoceras tricornatus és una espècie extinta de mamífer artiodàctil de la família Protoceratidae del període Miocè de Nord-amèrica. Feia 2 metres de longitud. Synthetoceras posseïa banyes damunt del cap i en el musell que probablement servien per lluitar. El seu nom específic, tricornatus, significa 'proveït de tres banyes'.